# Madden (Alberta)
Pour les articles homonymes, voir Madden.
Madden est un hameau situé dans la province d'Alberta, dans le centre-sud.